# Ibne Gazi de Mequinez
Abu Abedalá Maomé ibne Amade ibne Maomé ibne Gazi Alutemani de Mequinez (ابن غازي المكناسي; Abu Abdallah Muhammad b. Ahmad b. Muhammad ibn Ghazi al-ʿUtmani al-Miknasi; Mequinez, 1437 – Fez, 1513) foi um erudito marroquino nos campos da história, lei islâmica, filologia e matemática. Nasceu em Mequinez, mas viveu a maior parte da sua vida em Fez. Escreveu escreveu uma história de três volumes de Mequinez e um comentário ao tratado de ibne Albana, Munyat al-hussab. Para uma explicação deste trabalho, ibne Gazi escreveu um outro tratado (com cerca de 300 páginas) intitulado Bughyat al-tulab fi sharh munyat al-hussab ("O desejo dos estudantes por uma explicação da vontade do calculador"). Incluiu seções sobre métodos aritméticos e algébricos.